# Franz Servais (musicus)
François Mathieu (Franz) Servais (Sint-Petersburg, 19 maart 1846 – Asnières-sur-Seine, 13 januari 1901) was een Belgisch cellist, dirigent en op bescheiden schaal componist.
Hij was zoon van cellist Adrien François Servais en Sophie Feygin. Hij was broer van cellist Joseph Servais.
Zijn eerste muzieklessen verkreeg hij van zijn vader op de cello. Met dat solo-instrument trad hij ook wel op in Nederland, zoals in 1868 in de Koninklijke Schouwburg met zijn broer Joseph Servais.
Hij ging vervolgens in de leer bij Hubert-Ferdinand Kufferath aan het Brussels conservatorium (contrapunt en harmonieleer). Met zijn cantate La mort de Tasse behaalde hij in 1873 de Prijs van Rome. Hij ondernam (studie)reizen door Frankrijk en Duitsland en raakte als zodanig in 1869 bevriend met Franz Liszt van wie hij leerling en volgeling werd. Hij maakte in dezelfde periode kennis met Hans von Bülow, Pieter Cornelis en Richard Wagner resulterend in aansluiting bij de Neue Deutsche Musik. Terug in Brussel wist hij in 1870 uitvoeringen van een Franstalige Lohengrin van de grond te krijgen. Daarna trok hij met Liszt en broer naar Oostenrijk-Hongarije voor uitvoeringen. In 1885 leidde hij een concert met werk van Liszt in Antwerpen ter gelegenheid van de wereldtentoonstelling; Liszt was daarbij aanwezig. 
Hij was oprichter en organisator van de vanaf 1887 plaats hebbende winterconcerten ("concerts d’hiver") te Brussel van de Société Symphonique in het Edentheater in Brussel. Hij herhaalde dit onder de noemer Société des Nouveaux Concerts in de Alhambrazaal (1894-1895).
Hij was voorts dirigent voor werken van Duitse werken die uitgevoerd werden in de Koninklijke Muntschouwburg (1889-1891). In die hoedanigheid was hij de dirigent van de eerste Franstalige uitvoering van Siegfried van Richard Wagner aldaar.
Zelf werkte hij een kwart eeuw aan zijn opera (tragédie lyrique in drie bedrijven) L’Apollonide (Duitse titel Ion) op libretto van Leconte de Lisle. Uitvoeringen werden talloze keren aangekondigd maar net zoveel weer geannuleerd. Pas laat in 1899 kwamen voorstellingen; roem na meerdere jaren ploeteren was er niet voor weggelegd, ook al was een van de dirigenten Felix Mottl. Ook een andere opera MacBeth in de stijl van Hector Berlioz en Liszt zorgde niet voor grote bekendheid.